# 大里貝拉縣
大里貝拉縣是西非島國佛得角的22個縣之一，位於向風群島的聖安唐島，首府設於蓬塔杜索爾，面積167平方公里，主要經濟活動有旅遊業和農業，2010年人口21,720。
17°11′N 25°04′W / 17.183°N 25.067°W